# Aritz Urra
Urra  Garmendia est un nom espagnol. Le premier nom de famille, en général paternel, est Urra ; le second, en général maternel, souvent omis, est Garmendia.
Aritz Urra Garmendia, né le 12 juin 2000 à Lazkao, est un coureur cycliste espagnol.

## Biographie
Aritz Urra est originaire de Lazkao, une commune située dans la communauté autonome du Pays basque. Durant sa jeunesse, il pratique à la fois le football et le cyclisme. Il abandonne toutefois la balle au pied dans les rangs cadets pour se consacrer uniquement au vélo. 
Au printemps 2016, il est sacré champion du Guipuscoa sur route cadets (moins de 19 ans). Deux ans plus tard, il s'illustre sur piste en devenant triple champion d'Espagne juniors, dans le keirin, la vitesse individuelle et la vitesse par équipes,. Il représente également l'Espagne aux championnats d'Europe et aux championnats du monde sur piste juniors.  
En 2019, il intègre la formation Laboral Kutxa, réserve de la Fundación Euskadi. Toujours actif sur piste, il devient champion d'Espagne de vitesse par équipes chez les élites, aux côtés d'Ekain Jiménez et d'Iñaki Lekuona. Après ce titre, il délaisse définitivement les vélodromes pour se vouer au cyclisme sur route. Il met toutefois un certain temps à s'adapter au circuit basque, qui est peu favorable à son profil de pur sprinteur. 
Pour la saison 2022, il s'engage avec le club Grupo Eulen-Nuuk. Sous ses nouvelles couleurs, il obtient une victoire en France et diverses places d'honneur en Espagne. Il rejoint ensuite la structure navarraise Telco,m-On Clima-Osés en 2023. À vingt-trois ans, il réalise les meilleures performances de sa carrière en remportant quatre courses. Il s'impose notamment au sprint massif sur le Mémorial Ángel Lozano, manche de la Coupe d'Espagne amateurs.

## Palmarès sur route
- 2016
  - Champion du Guipuscoa sur route cadets[6]
- 2017
  - Memorial Oiarzabal Júnior[7]
- 2018
  - Premio Villa de Errenteria[8]
- 2022
  - Souvenir Jean-Bellecave
- 2023
  - Gran Premio San José
  - Mémorial Ángel Lozano
  - 1re épreuve du Circuito Montañés
  - San Bartolomé Sari Nagusia
  - 3e du San Roman Saria

## Palmarès sur piste

### Championnats nationaux
- 2018
  -  Champion d'Espagne du keirin juniors
  -  Champion d'Espagne de vitesse par équipes juniors
  -  Champion d'Espagne de vitesse juniors
  - 2e du championnat d'Espagne du kilomètre juniors
- 2019
  -  Champion d'Espagne de vitesse par équipes